# Teklusia
Teklusia este o arie protejată (sit de importanță comunitară — SCI) din Polonia întinsă pe o suprafață de 316,48 ha, integral pe uscat.

## Localizare
Centrul sitului Teklusia este situat la coordonatele 51°03′17″N 18°05′05″E / 51.0547°N 18.0847°E.

## Înființare
Situl Teklusia a fost declarat sit de importanță comunitară în octombrie 2009 pentru a proteja 1 specie de animale.

## Biodiversitate
Situată în ecoregiunea continentală, aria protejată conține 6 habitate naturale: Pajiști cu Molinia pe soluri calcaroase, turboase sau argilos-nămoloase (Molinion caeruleae), Fânețe de joasă altitudine (Alopecurus pratensis, Sanguisorba officinalis), Mlaștini turboase de tranziție și turbării mișcătoare, Păduri de stejar și carpen Galio-Carpinetum, Păduri acidofile de stejar bătrân cu Quercus robur pe câmpii nisipoase, Păduri aluvionare cu Alnus glutinosa și Fraxinus excelsior (Alno-Padion, Alnion incanae, Salicion albae).
La baza desemnării sitului se află o specie protejată de  mamifere: castor (Castor fiber).